# فريبرز إسماعيلي
فريبرز إسماعيلي، من مواليد 1 يوليو 1940م، هو لاعب كرة قدم إيراني سابق ومركزه لاعب وسط، لعب مع المنتخب الإيراني لكرة القدم وشارك في دورة الألعاب الأولمبية التي استضافتها العاصمة اليابانية طوكيو سنة 1964م.

## مصدر
1. ↑  فريبرز إسماعيلي على فرق كرة القدم الوطنية.كوم

## وصلات خارجية
- فريبرز إسماعيلي على موقع الاتحاد الدولي (مؤرشف)  (الإنجليزية)
- فريبرز إسماعيلي على موقع قاعدة بيانات كرة القدم.إي يو (الإنجليزية)
- فريبرز إسماعيلي على موقع ناشيونال فوتبول تيمز (الإنجليزية)
- فريبرز إسماعيلي على موقع أوليمبيديا (الإنجليزية)